# Licuala paludosa
Licuala paludosa är en enhjärtbladig växtart som beskrevs av William Griffiths. Licuala paludosa ingår i släktet Licuala och familjen Arecaceae. Inga underarter finns listade i Catalogue of Life.